# Franc Rozman
Franc Rozman, soprannominato Stane (Spodnje Pirniče, 27 marzo 1911 – Lokve, 7 novembre 1944), è stato un generale e partigiano jugoslavo di origine slovena. Era comandante dell'Esercito di liberazione nazionale e distaccamenti partigiani di slovenia, branca slovena dell'Esercito Popolare di Liberazione della Jugoslavia.

## Biografia

### Giovinezza
Franc Rozman nacque nella Carniola, nel villaggio di Spodnje Pirniče, vicino a Lubiana, in quello che allora era l'Impero austro-ungarico (oggi in Slovenia) in una famiglia slovena appartenente alla classe operaia. Suo padre, Franc Rozman, era infatti un operaio ferroviario, mentre sua madre Marjana Stare era una casalinga. Era il terzo di quattro figli, con due sorelle maggiori, Marjeta e Terezija, e un fratello minore, Martin.
All'età di tre anni rimase orfano del padre, morto sul fronte orientale, dove combatteva come soldato nell'esercito austro-ungarico. Rozman ebbe un'infanzia povera e difficile. Le sue sorelle Marjeta e Terezija furono rinchiuse in un orfanotrofio, mentre lui e suo fratello Martin rimasero a Pirniče. All'età di 15 anni, lavorò in una taverna e come apprendista fornaio. Sin da ragazzo aveva mostrato grande entusiasmo per la carriera militare, ma nonostante la sua applicazione fu respinto alla scuola militare. Nella primavera del 1932, prestò servizio militare nel Regio esercito jugoslavo.

### Esperienza militare prima della seconda guerra mondiale
Nel 1935, nel corso della guerra d'Etiopia, Rozman cercò senza successo di unirsi alle forze etiopi per combattere gli italiani. Subito dopo lo scoppio della guerra civile spagnola, decise di recarsi in Spagna. Rozman fu tra i primi volontari jugoslavi in Spagna, dove, il 1º ottobre 1936, si unì alle Brigate internazionali. Nel Jarama completò la scuola militare: divenne così tenente di una compagnia e in seguito capitano di un battaglione. I suoi compagni d'armi lo ricordavano come una persona energica e seria.
Dopo la guerra civile spagnola, Rozman trascorse un periodo negli accampamenti francesi. Nell'aprile 1941 si recò a Meißen, in Germania e nel luglio dello stesso anno tornò finalmente a casa, dopo aver attraversato gran parte del territorio tedesco.

### Seconda guerra mondiale
Per alcuni mesi Rozman visse con un attivista del Fronte di liberazione del popolo sloveno. Ai primi di dicembre 1941, visitò suo fratello Martin, dopo la sua adesione alla resistenza partigiana slovena. Ben presto divenne un istruttore militare nel Comando delle forze partigiane slovene. Gli fu affidato il compito di istituire il Battaglione della Stiria (Štajerski bataljon), composto da truppe partigiane, le Compagnie del Revirje e della Savinja (Revirske in Savinja Cete), che furono attive in Stiria nell'autunno del 1941. Partecipò all'attacco a Šoštanj e più tardi nella battaglia di Čreta. I tedeschi cercarono ripetutamente di eliminare Rozman con molte imboscate ma senza mai riuscirci.
Nella primavera del 1942 Rozman divenne il comandante di una brigata partigiana, che contava più di 300 combattenti, costituita il 5 aprile 1942 a Kremenik nella Bassa Carniola.
Il 13 luglio 1943, divenne comandante del Comando dell'esercito sloveno con il grado di tenente generale (generallajtnant), che ricoprì fino alla morte.
Rozman morì nella Carniola Bianca a causa di una grave ferita ricevuta durante la prova del nuovo mortaio, inviato ai partigiani sloveni dagli Alleati britannici. Circolarono voci che fu ucciso da parte delle autorità militari cetniche, ma non sono state mai provate.
Il "Comandante Stane", come è stato soprannominato dai combattenti partigiani, è considerato una delle figure più brillanti del fronte jugoslavo della seconda guerra mondiale, infatti fu insignito del titolo di "Eroe nazionale jugoslavo", e lo è considerato tutt'oggi in Slovenia.
A lui è dedicata la canzone partigiana Komandant Stane (Comandante Stane). Molte scuole slovene portano il suo nome. Anche la Caserma Franc Rozman Stane (Vojašnica Franca Rozmana - Staneta) di Lubiana, sede delle Forze Armate slovene, è a lui intitolata.

## Curiosità
Il 21 marzo 2011, la Slovenia ha emesso una moneta commemorativa per celebrare il 100º anniversario della nascita di Franc Rozman.